# Sigmatostalix auriculata
Sigmatostalix auriculata là một loài thực vật có hoa trong họ Lan. Loài này được Garay miêu tả khoa học đầu tiên năm 1968.